# Ihlenfeldtia
Ihlenfeldtia ist eine Pflanzengattung aus der Familie der Mittagsblumengewächse (Aizoaceae). Der botanische Name der Gattung ehrt den deutschen Botaniker Hans-Dieter Ihlenfeldt.

## Beschreibung
Die Pflanzen der Gattung Ihlenfeldtia wachsen kompakt mit äußerst kielförmigen, papillösen Laubblättern.
Die einzeln über Hochblätter stehenden Blüten erreichen Durchmesser von mehr als 70 Millimeter. Ihre Kronblätter sind für gewöhnlich gelb und weisen besonders an der Außenseite manchmal Töne von purpur oder rot auf. Die Staubblätter bilden einen aufrechten Ring.
Die Pflanzen blühen in ihrer Heimat im Winter. Die Blüten öffnen sich am Mittag und bleiben bis zur Dämmerung geöffnet.
Die 10- bis 15-fächrigen Kapselfrüchte ähneln denen der Gattung Titanopsis, besitzen allerdings kleine Verschlusskörper. Die kleinen, glatten Samen sind birnenförmig.

## Systematik und Verbreitung
Das Verbreitungsgebiet der Gattung Ihlenfeldtia erstreckt sich in der südafrikanischen Provinz Nordkap von Kenhardt in der Gemeinde Kai ǃGarib bis in das Namaqualand. Die Pflanzen wachsen auf weißen Quarzhängen. Die jährliche Niederschlagsmenge beträgt ungefähr 125 Millimeter.
Die Erstbeschreibung der Gattung wurde 1992 von Heidrun Hartmann veröffentlicht. Die Typusart ist Ihlenfeldtia excavata. Nach Hartmann (2017) umfasst die Gattung Ihlenfeldtia die beiden folgenden Arten:
- Ihlenfeldtia excavata (L.Bolus) H.E.K.Hartmann
- Ihlenfeldtia vanzylii (L.Bolus) H.E.K.Hartmann

Die beiden Arten sind allopatrisch verbreitet, d. h. ihre Verbreitungsgebiete überschneiden sich nicht.

## Nachweise